# Károly Ecser
Károly Ecser [ˈkaːroj ˈɛtʃɛr] (* 1931 in Cegléd; † 6. April 2005) war ein ungarischer Gewichtheber.

## Werdegang
Károly Ecser wuchs in Cegléd auf und war auf der Oberschule ein guter Fußballspieler und Schwimmer. Später versuchte er sich auch als Leichtathlet und Ringer. Nachdem er Rohrleger gelernt hatte, wurde er zum Militär eingezogen. Nach der Entlassung aus dem Militär zog er aus beruflichen Gründen nach Újpest, einen Stadtteil Budapests, und begann dort mit 24 Jahren mit dem Gewichtheben. Langsam steigerte er seine Leistungen und wurde 1960 in die ungarische Nationalmannschaft aufgenommen, als er 395 kg im olympischen Dreikampf geschafft hatte. Mit knapp 30 Jahren gelang es ihm auch noch die internationale Spitzenklasse zu erreichen und die 500-kg-Grenze zu überbieten. Der Europameistertitel 1965 im Schwergewicht und drei weitere Medaillen bei internationalen Meisterschaften waren der Lohn seiner harten Arbeit.

## Internationale Erfolge
(OS = Olympische Spiele, WM = Weltmeisterschaft, EM = Europameisterschaft, S = Schwergewicht)
- 1961, 4. Platz (3. Platz), WM + EM in Wien, mit 455,0 kg, hinter Juri Wlassow 525 kg, Ronald Zirk, USA, 475 kg und Eino Mäkinen, Finnland, 462,5 kg;
- 1961, 1. Platz, Donaupokal in München, S, mit 410 kg;
- 1962, 1. Platz, Donaupokal, S, mit 457,5 kg, vor Iwan Wesselinow, Bulgarien, 432,5 kg und Silviu Cazan, Rumänien, 430 kg;
- 1962, 4. Platz (2. Platz), WM + EM in Budapest, S, mit 482,5 kg, hinter Juri Wlassow, UdSSR, 540 kg, Norbert Schemansky, USA, 537,5 kg und Gary Gubner, USA, 497,5 kg;
- 1963, 3. Platz, Großer Preis der UdSSR in Moskau, S, mit 490 kg, hinter Leonid Schabotinski, UdSSR, 520 kg und Schemansky, 500 kg;
- 1963, 1. Platz, Donaupokal, S, mit 480 kg, vor Wesselinow, 450 kg und Udo Querch, Österreich, 425 kg;
- 1963, 6. Platz (4. Platz), WM + EM in Stockholm, S, mit 485 kg, hinter Wlassow, 557,5 kg, Schemansky, 537,5 kg, Schabotinski, 527,5 kg, Sid Henry, USA, 517,5 kg und Wesselinow, 485 kg;
- 1964, 2. Platz, EM in Moskau, S, mit 490 kg, hinter Wlassow, 562,5 kg und vor Serge Reding, Belgien, 452,5 kg;
- 1964, 1. Platz, Donaupokal in Ljubljana, S, mit 480 (165.0, 140.0, 175.0) kg, vor Wesselinow, 465 kg und Querch, 445 kg;
- 1964, 5. Platz, OS in Tokio, S, mit 507,5 kg, hinter Schabotinski, 572,5 kg, Wlassow, 570 kg, Schemansky, 537,5 kg und Gubner, 512,5 kg;
- 1965, 1. Platz, Donaupokal in Budapest, S, mit 492,5 (167.5, 145.0, 180.0) kg, vor Wesselinow, 475 kg und Arthur Haun, Deutschland, 440 kg;
- 1965, 1. Platz, EM in Sofia, S, mit 505 kg, vor Wesselinow, 490 kg und Kurt Stemplinger, DDR, 475 kg;
- 1965, 3. Platz, WM in Teheran, S, mit 522,5 kg, hinter Schabotinski, 552,5 kg und Gubner, 545 kg und vor Reding, 505 kg;
- 1966, 1. Platz, Donaupokal in Wien, S, mit 487,5 (175.0, 142.5, 170) kg, vor Wesselinow, 470 kg und Oldřich Lexa, ČSSR, 460 kg.

## Ungarische Meisterschaften
Károly Ecser gewann sechsmal die ungarische Meisterschaft im Schwergewicht.
| Personendaten    | Personendaten            |
| ---------------- | ------------------------ |
| NAME             | Ecser, Károly            |
| KURZBESCHREIBUNG | ungarischer Gewichtheber |
| GEBURTSDATUM     | 1931                     |
| GEBURTSORT       | Cegléd                   |
| STERBEDATUM      | 6. April 2005            |